# Томбул джамия
Шериф Халил паша джамия, известна повече като Томбул джамия (на турски: Tombul Camii) е мюсюлмански храм, който в миналото е бил разположен в централна част на град Шумен. Впоследствие, с изместването на централната градска част, джамията остава в югозападната част на града. Името на сградата „томбул“ идва от формата на купола (на турски: tombul означава събран, струпан, дебел, надут, топчест). Строежът ѝ започва през 1740 г. и приключва през 1744 г. Преди превземането на Шумен от османските войски, на това място е имало християнски култов комплекс. Църквата, която се е намирала в него е била превърната в джамия.
Комплексът на джамията се състои от основна сграда (молитвена зала), двор и пристройка, състояща се от дванадесет стаи (пансион към медресето). В основната си част молитвената зала представлява квадрат, в средната част е осмоъгълник, преминаващ в кръг, който завършва със сфера (кубе). Върхът на кубето е на височина 25 метра от земята. Молитвената зала е изпъстрена с растителни и геометрични фигури и много надписи на арабски език, които са сури от Корана. Дворът на джамията е известен като „аркаден“, заради формата на сводовете пред дванадесетте стаи, които го обграждат. Минарето на джамията е с височина 40 метра.
Томбул джамия е най-голямата джамия на територията на България. В нея като подпорни колони са използвани колоните от двореца на първите български ханове в Плиска. Този факт кара някои учени да предполагат, че голяма част от руините на двореца в Плиска са били запазени и видими по времето, когато е строена джамията и че руините са унищожени и разграбени след това.
Томбул джамия е сред Стоте национални туристически обекта на Български туристически съюз.